# Палетайн (Нью-Йорк)
Палетайн (англ. Palatine) — місто (англ. town) в США, в окрузі Монтгомері штату Нью-Йорк. Населення — 3189 осіб (2020).

## Демографія
Згідно з переписом 2010 року, у місті мешкало 3240 осіб у 1176 домогосподарствах у складі 804 родин. Було 1299 помешкань
Расовий склад населення:
| - 97,9 % — білих - 0,6 % — азіатів - 0,3 % — корінних американців - 0,2 % — чорних або афроамериканців |

До двох чи більше рас належало 1,0 %. Частка іспаномовних становила 1,4 % від усіх жителів.
За віковим діапазоном населення розподілялося таким чином: 26,8 % — особи молодші 18 років, 55,6 % — особи у віці 18—64 років, 17,6 % — особи у віці 65 років та старші. Медіана віку мешканця становила 40,5 року. На 100 осіб жіночої статі у місті припадало 101,2 чоловіків;  на 100 жінок у віці від 18 років та старших — 95,6 чоловіків також старших 18 років.
Середній дохід на одне домашнє господарство  становив 61 311 долар США (медіана — 51 296), а середній дохід на одну сім'ю — 73 780 доларів (медіана — 69 750). Медіана доходів становила 45 781 долар для чоловіків та 35 433 долари для жінок. За межею бідності перебувало 19,3 % осіб, у тому числі 29,6 % дітей у віці до 18 років та 16,2 % осіб у віці 65 років та старших.
Цивільне працевлаштоване населення становило 1408 осіб. Основні галузі зайнятості: освіта, охорона здоров'я та соціальна допомога — 30,0 %, роздрібна торгівля — 13,0 %, виробництво — 12,1 %.